# Caswell Beach
Caswell Beach è un comune degli Stati Uniti d'America, situato in Carolina del Nord, nella contea di Brunswick. Tra gli elementi di spicco vi sono il Fort Caswell, risalente all'epoca della Guerra Civile, il Faro di Oak Island, situato insieme alla Stazione della Guardia Costiera di Oak Island, e l'Oak Island Golf Club, l'unica attività commerciale della città e uno dei pochi campi a diciotto buche situati su un'isola barriera della Carolina del Nord. Insieme alla città di Oak Island, che occupa la parte centrale e occidentale dell'isola, Caswell Beach fa parte dell'area statistica metropolitana di Wilmington, NC.

## La storia
Contigua a Fort Caswell, che risale al 1825, Caswell Beach è stata incorporata come città nel 1975; entrambe prendono il nome da Richard Caswell, primo e quinto governatore della Carolina del Nord. Il forte, che si trova all'estremità orientale di Oak Island, ospita oggi la North Carolina Baptist Assembly, un centro cristiano per ritiri e conferenze, e nel 2013 è stato dichiarato distretto storico nazionale.  Sempre all'estremità orientale della città, il faro di Oak Island, entrato in funzione nel 1958, è stato acquistato dalla città nel 2004 dopo lunghe trattative con il National Park Service. Nel 1975, lo stesso anno in cui la città è stata incorporata, sono state aperte per la prima volta tutte le 18 buche dell'Oak Island Golf Club, all'estremità occidentale della città.